# Mascaras (Hautes-Pyrénées)
Mascaras település Franciaországban, Hautes-Pyrénées megyében. Lakosainak száma 368 fő (2022. január 1.). Mascaras Angos, Fréchou-Fréchet, Lhez, Montignac és Oueilloux községekkel határos.

## Népesség
A település népességének változása:
| Lakosok száma | 347  | 338  | 349  | 353  | 360  | 362  | 369  | 375  | 368  |
|               | 2013 | 2015 | 2016 | 2017 | 2018 | 2019 | 2020 | 2021 | 2022 |